# Saint-Blimont
Saint-Blimont é uma comuna francesa na região administrativa de Altos da França, no departamento de Somme. Estende-se por uma área de 6,63 km². Em 2010 a comuna tinha 894 habitantes (densidade: 134,8 hab./km²).